# Union des peintres russes
L'Union des peintres russes (en russe : « Союз русских художников ») pouvant également signifier Union des artistes russes, est une société regroupant des professionnels de la peinture et de l'art basée à Moscou et qui y fut fondée en février 1903. Ceci à l'initiative notamment de Constantin Youon, Arkadi Rylov, Igor Grabar, Abram Arkhipov, Apollinaire Vasnetsov, Sergueï Vinogradov, Stanislav Joukovski, Mikhaïl Nesterov, Ilya Ostroukhov, Nicolas Roerich.

## Histoire
De nombreuses sociétés d'artistes se forment durant la seconde moitié du XIXe siècle et au début du XXe siècle à la suite les unes des autres ou en concurrence entre elles. La Société des amis des arts de Moscou (1860-1918) organise ainsi expositions et concours. C'est en son sein que se forme l'Union des artistes russes dont les membres adhèrent par la suite à l'Association des artistes de la Russie révolutionnaire (1922-1932) à laquelle succédera l'Union des artistes soviétiques.
Le rôle principal de l'Union des artistes russes était d'organiser des expositions annuelles et non de défendre un style ou une philosophie de l'art particulier. Tous les artistes pouvaient participer à ses expositions. Ce qui ne manquait pas d'attirer les jeunes peintres désireux de se faire connaître du public. Elle prenait également, dans une certaine mesure, le relais de Mir iskousstva. Ainsi, en 1906, lors de l'exposition annuelle les œuvres représentées étaient pratiquement les mêmes que celles de l'exposition du Monde de l'art (Mir iskousstva) de la même année. Mikhaïl Vroubel et Victor Borissov-Moussatov y étaient les exposants symbolistes les plus en vue.
L'Union des artistes russes organise des expositions de 1903 à 1923. Elle joue un rôle très important dans la formation du genre du paysage en Russie . Les œuvres de ces peintres de paysage de l'Union sont caractérisées par leur atmosphère lyrique, une poésie qui se dégage de motifs simples et intimes de la nature russe. Avec eux, la peinture de paysage s'affranchit des tons lourds et devient plus lumineuse, plus aérienne. Leurs réalisations peuvent être liées à la notion d'« impressionnisme russe ». Par leur caractère optimiste, leur vivacité, leur foi dans l'avenir, elles représentent un dernier îlot de bien-être et d'espoir avant la période de la Révolution d'octobre 1917.

## Galerie

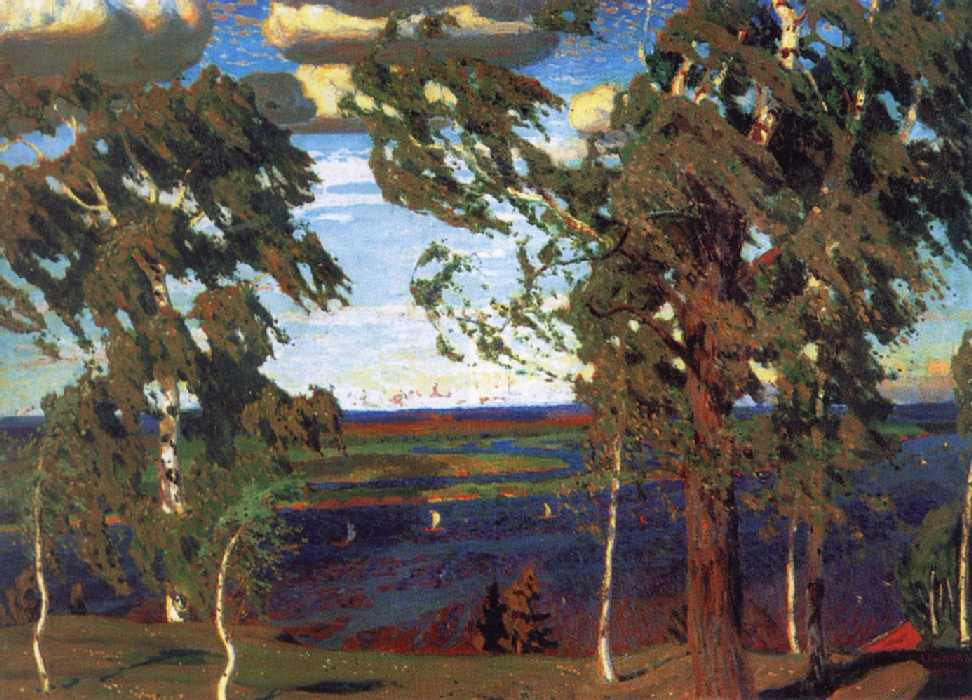
Arkadi Rylov, Bruit de la nature, 1904, huile sur toile, 107 × 146 cm, musée Russe
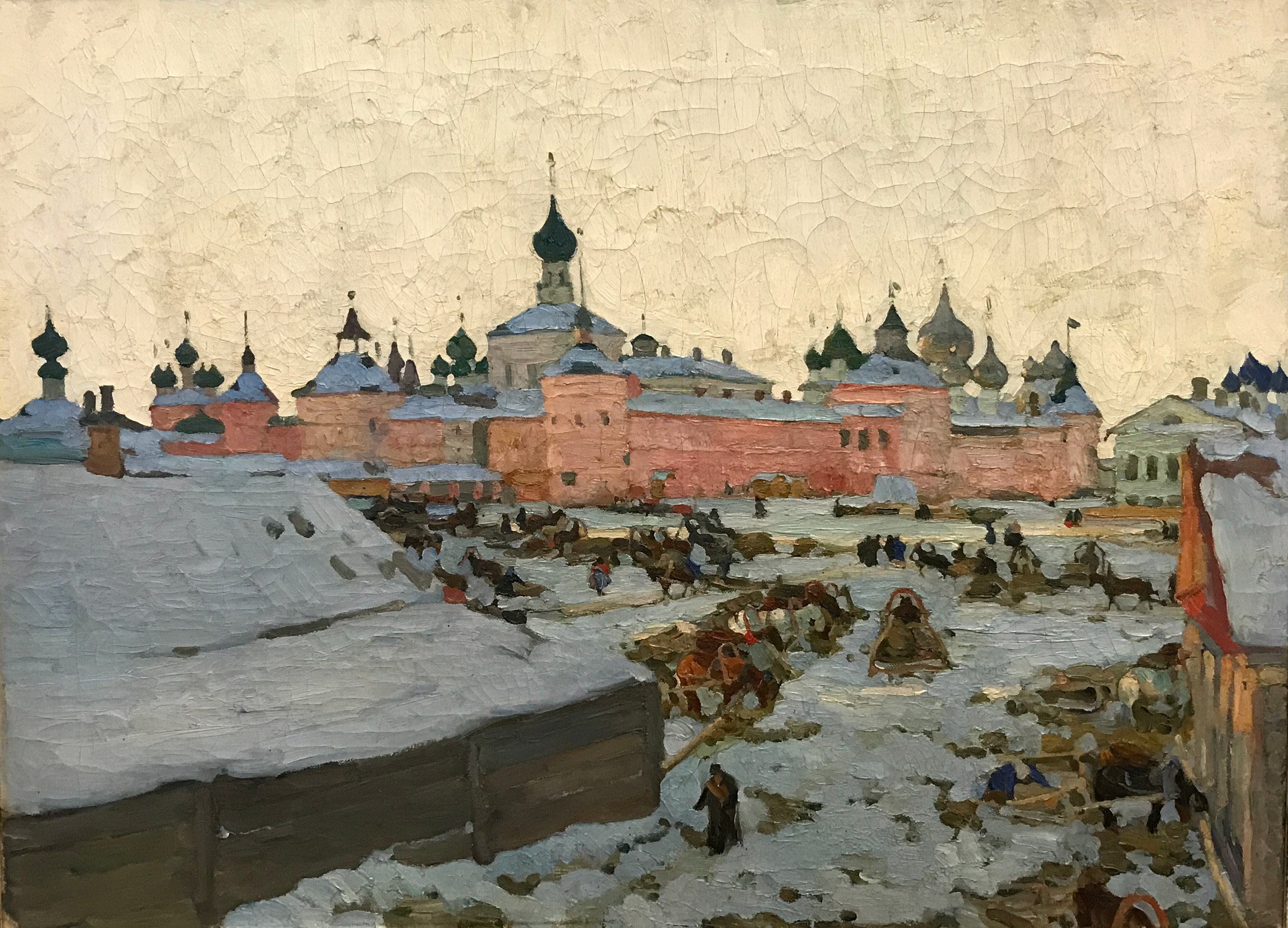
Constantin Youon, Hiver, 1906, huile sur toile, 70 × 96 cm
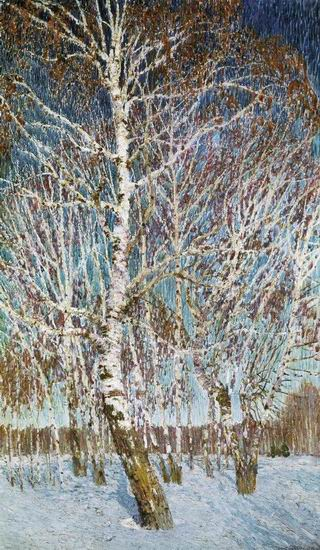
Igor Grabar, Février azuré, 1904, huile sur toile, 141 × 83 cm, galerie Tretiakov
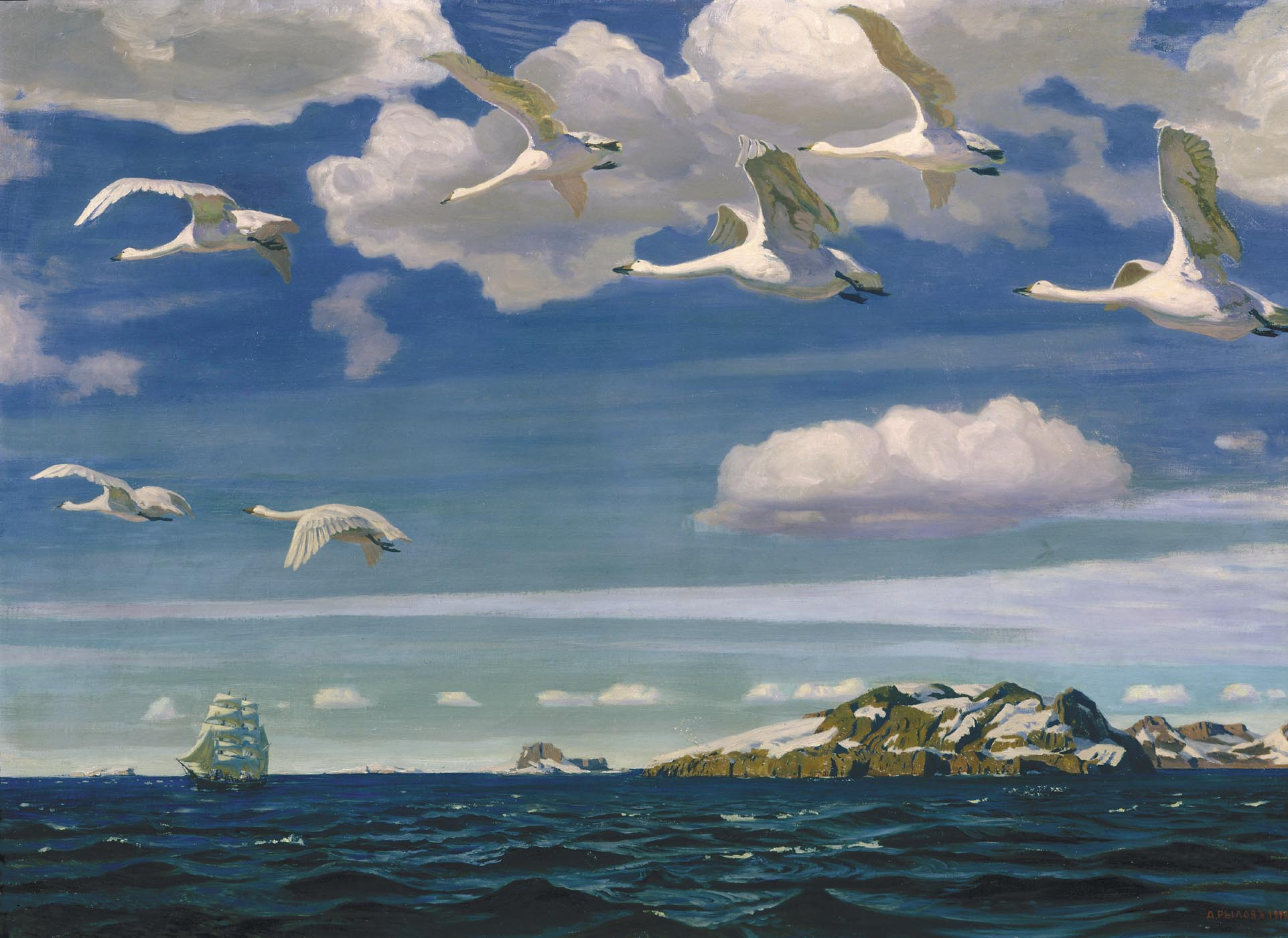
Arkadi Rylov, Dans l'azur bleu, 1918, huile sur toile, 109 × 152 cm, galerie Tretiakov